# Бакуни (Брагінський район)
Бакуни (біл. вёска Бакуны) — село (веска) в складі Брагінського району розташоване в Гомельській області Білорусі. Село підпорядковане Бурковській сільській раді, і в ньому мешкає 116 осіб (станом на 2004 рік).
Село Бакуни розташоване на південному сході Білорусі, у південній частині Гомельської області - орієнтовне розташування [Архівовано 26 травня 2020 у Wayback Machine.], неподалік від районного центру Брагіна (за 12 кілометрів західніше).